# Rohr (Baixo Reno)
Rohr é uma comuna francesa na região administrativa de Grande Leste, no departamento do Baixo Reno. Estende-se por uma área de 3,34 km². Em 2010 a comuna tinha 334 habitantes (densidade: 100 hab./km²).